# Mixed-Excitation Linear Predictive
MELP (Mixed-Excitation Linear Predictive Vocoder Algorithm) ist ein Audio-Codec zur verlustbehafteten Komprimierung von Audiodaten, die nur menschliche Sprache enthalten.
Gegenüber Kompressionsverfahren wie MP3 oder Vorbis ist er ungeeignet für Musikdaten; er ist ausgelegt auf eine verständliche Wiedergabe von menschlicher Sprache bei extrem niedrigen Bitraten von 600, 1200 oder 2400 bit/s. Es liefert relativ gute Ergebnisse bei starken Hintergrundgeräuschen und braucht wenig Leistung.
MELP ist das Standardverfahren des amerikanischen Verteidigungsministeriums für digitale Sprachübertragung bei 2400 b/s. 
Bei den extrem niedrigen Bitraten, auf die der Codec ausgelegt ist, ist kaum akustischer Genuss möglich – steht mehr Bandbreite zur Verfügung, so liefert Speex unter diesem Gesichtspunkt bessere Ergebnisse. Auch kann der freie Schmalband-Sprachcodec Codec2 als Alternative gesehen werden. Dieser liefert bei 1200 bit/s z. T. bessere Ergebnisse als MELP.
Der Codec ist sowohl als MIL-STD-3005 (2400 bit/s) als auch STANAG-4591 (NATO) standardisiert. U. a. wird die 600 bit/s-Variante als MELPe bezeichnet, wobei das e für 'enhanced' (auf Deutsch etwa: 'verbessert') zu lesen ist.

## Urheberrechtsansprüche und Patente
Es sind zwar Implementierungen mit offenem Quelltext verfügbar, doch ist das Verfahren patentiert, was seine freie Verwendung einschränkt.
MELP wurde u. a. von Texas Instruments (2400 bit/s, Ur-Version), Microsoft (Transcoder der 1200 bit/s Version), Compandent (Teile des Quellcodes aller drei Bitratenmodi), Thales Group (600 bit/s-Version) und AT&T (Rauschunterdrückung) entwickelt. Produkte und Anwendungen für die US-Regierung und NATO sind von jeglichen Lizenzansprüchen befreit. Eine Nutzung durch Dritte (u. a. zivile Anwendungen) wird durch den Mangel einer Lizenzverwaltung (Vergleichbar mit der MPEG LA) fast unmöglich gemacht. Da die letzte Änderung 2005 stattfand (Spezifikation der 600-bit/s-Version), ist ein Patentschutz bis 2025 wahrscheinlich.